# Iberia, naturaleza infinita
Iberia, naturaleza infinita és una pel·lícula de cinema de naturalesa espanyola, escrita i dirigida per Arturo Menor Campillo.
La pel·lícula es va estrenar en la Secció Oficial (Documentals-Passis Especials), del Festival de Màlaga, el 17 de març de 2023.

## Sinopsi
El documental és mostrat des de la visió d’una àguila reial originària de la serralada Cantàbrica que es veu obligada a travessar la península Ibèrica per tal de sobreviure. En la seva odissea particular és acompanyada per les espècies més icòniques de la fauna ibèrica, com el linx ibèric, l'àguila imperial, el visó europeu i l'os bru, fins a la seva arribada a les serralades Bètiques.

## Argument
Aquesta obra cinematogràfica immortalitza els ecosistemes més destacats de la península ibèrica, i mostra alguns dels principals problemes de conservació que tenen els grans ocells a Espanya com l'electrocució en línies elèctriques, la utilització il·legal d'esquers enverinats i la col·lisió amb aerogeneradors.
Segons les estadístiques proporcionades per SEU/BirdLife, els incidents relacionats amb accidents en infraestructures estan en augment. En el cas dels contratemps involucrant línies elèctriques, s'ha observat un augment del 271% en les col·lisions i del 192% en les electrocucions respecte al nombre anual de registres. Quant a les col·lisions amb aerogeneradors, també s'ha registrat un increment del 230%.

## Producció

### Rodatge
La pel·lícula va ser rodada en 60 localitzacions de les províncies de Còrdova, Màlaga, Sevilla, Huelva, Cadis, Jaén, Toledo, Conca, Ciudad Real, Astúries, Cantàbria, Lleó Burgos, Àvila, Àlaba, Guipúscoa, Navarra, Lleida, Badajoz i Madrid.
Ha estat realitzada per: l'edició d'imatge és obra de José M. G. Moyano, guardonat amb un Premi Goya pel seu treball en La isla mínima; el so ha estat capturat i editat per Carlos Hita, reconegut com el millor dissenyador de so de naturalesa a Espanya; la mescla ha estat duta a terme per Jorge Marín, Premi Goya al Millor So pel seu treball en Tres días; Jesús Olmedo s'encarrega de la narració, mentre que Pepe Domínguez del Olmo, guanyador de dos Premis Goya per la seva direcció d'art a Modelo 77 i La isla mínima, s'exerceix com a Director d'Art. A més, l'equip inclou a Juan Ventura Pecellín (Color i Efectes Visuals), Iván Merino (Pilot FPV) i Cristina Menor i Esther Segura en la producció executiva, entre altres professionals destacats.

## Premis i nominacions
| Any  | Premi                                | Categoria                             | Nominat                           | Resultat  | Referències |
| ---- | ------------------------------------ | ------------------------------------- | --------------------------------- | --------- | ----------- |
| 2023 | Festival de Cinema d'Islantilla 2023 | Millor Pel·lícula                     | Iberia, naturaleza infinita       | Guanyador | [ 10 ]      |
| 2023 | Festival de Cinema d'Islantilla 2023 | Premi del públic Millor Llargmetratge | Iberia, naturaleza infinita       | Guanyador | [ 10 ]      |
| 2023 | Festival de Cinema d'Islantilla 2023 | Millor Música Original                | Javier Arnanz                     | Guanyador | [ 10 ]      |
| 2024 | Premis Goya 2024                     | Millor Pel·lícula Documental          | Iberia, naturaleza infinita       | Nominat   | [ 11 ]      |
| 2024 | Premis Forqué 2024                   | Millor Pel·lícula Documental          | Iberia, naturaleza infinita       | Nominat   | [ 12 ]      |
| 2024 | Premis Carmen 2024                   | Millor Pel·lícula Documental          | Iberia, naturaleza infinita       | Guanyador | [ 13 ]      |
| 2024 | Premis Carmen 2024                   | Millor So                             | Jorge Marín                       | Guanyador | [ 13 ]      |
| 2024 | Premis Carmen 2024                   | Millor Direcció                       | Arturo Menor Campillo             | Nominat   | [ 13 ]      |
| 2024 | Premis Carmen 2024                   | Millor Direcció de fotografia         | Arturo Menor Campillo             | Nominat   | [ 13 ]      |
| 2024 | Premis Carmen 2024                   | Millor Muntatge                       | José M. G. Moyano, Manuel Terceño | Nominat   | [ 13 ]      |
| 2024 | Premis Carmen 2024                   | Millors efectes especials             | Juan Ventura Pecellín             | Nominat   | [ 13 ]      |
| 2024 | Premis Cygnus 2024                   | Millor Pel·lícula Documental          | Iberia, naturaleza infinita       | Guanyador | [ 14 ]      |
| 2024 | Premis Platino 2024                  | Millor Pel·lícula Documental          | Iberia, naturaleza infinita       | Pendent   | [ 15 ]      |